# Broken Bells (musikalbum)
Broken Bells är gruppen Broken Bells självbetitlade debutalbum, utgivet 9 mars 2010.

## Låtlista
1. "The High Road" – 3:54
2. "Vaporize" – 3:32
3. "Your Head Is on Fire" – 3:06
4. "The Ghost Inside" – 3:19
5. "Sailing to Nowhere" – 3:46
6. "Trap Doors" – 3:19
7. "Citizen" – 4:29
8. "October" – 3:37
9. "Mongrel Heart" – 4:26
10. "The Mall & Misery" – 4:06

Bonuslåt
1. "An Easy Life" – 2:44